# Arkadi-kolostor
Az Arkadi-kolostor (görög: Μονή Αρκαδίου, Moni Arkadiou) egy ortodox kolostor, amely Krétán egy fennsíkon található, Réthimnotól 23 km-re délkeletre. Kréta épületeinek egyik legszebbje, ami évszázadok múltán Arkadi város egyik legszentebb helye lett. A krétaiak a hazaszeretet jelképeként is emlegetik.

## Nevének eredete
A kolostor nevét az egyik alapító görög ortodox szerzetesétől, Arkadiosztól származtatják, de vannak olyanok, akik úgy gondolják, hogy a kolostor egy ősi város, Arcadia helyére épült. Az utóbbit régészek megcáfolták, és Kréta lakosai is jobban ragaszkodnak az első változathoz.

## Történelme
Mivel nem nagyon maradtak fent a kolostorról írásos emlékek, a régészek csak következtetni tudtak arra, hogy a kolostor valamikor a bizánci időkben épülhetett. Az első írásos emlék a 16. századból való, eszerint a kolostort felújították és jelentősen kibővítették a már álló épületeket. A velencei stílusban épült főtemplom, amelyik az udvar közepén áll, 1590-re nyerte el végső formáját. Több mint húsz évig építették. Ezután Arkadi lett a kéziratmásolás központja Krétán, kulturális és irodalmi központ lehetett. A 17. században újra kibővítették: ebédlőtermet, könyvtárat és istállókat építettek a meglévő épületek köré. 1645-től a várost komoly veszély fenyegette: a törökök megállíthatatlanul dúlták fel a szigetet. Három év múlva a kolostor és pár épület kivételével az egész sziget a oszmánok kezében volt. Egy másik krétai város elfoglalása után érkeztek először a kolostorhoz. Feltörték a kapuit, mindent feldúltak, elüldözték a szerzeteseket. Husszein pasa, a török hadsereg frissen megválasztott vezetője megengedte, hogy a neki tett hűségeskü után a szerzetesek visszatérhessenek a kolostorba, és megkezdhessék annak restaurálását. Egy idő után a harangozást is megengedte nekik, ami különösen nagy szívességnek számított az ellenség részéről.

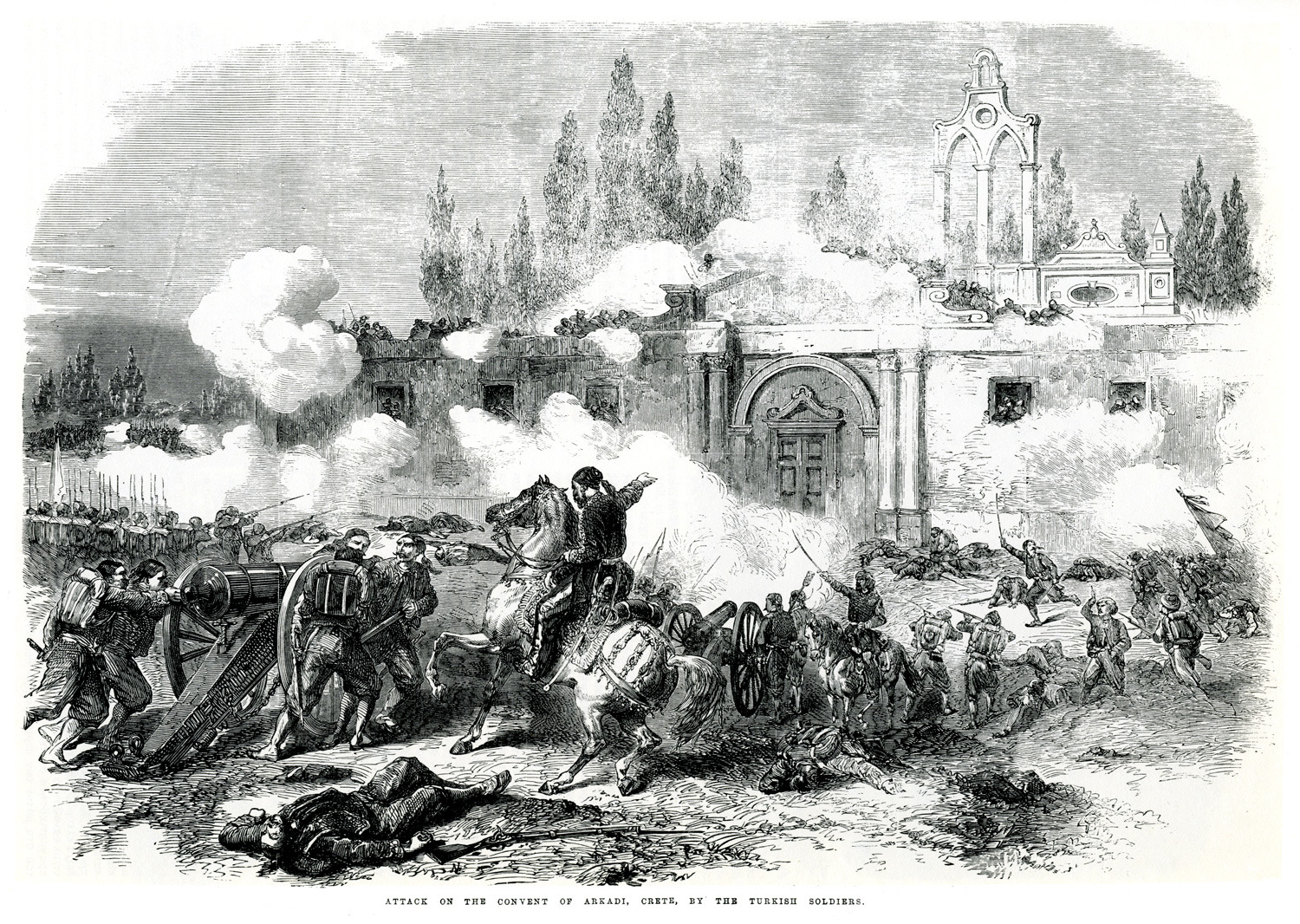
A krétaiak hősiesen védik a kolostort

### Áldozat a szabadságért

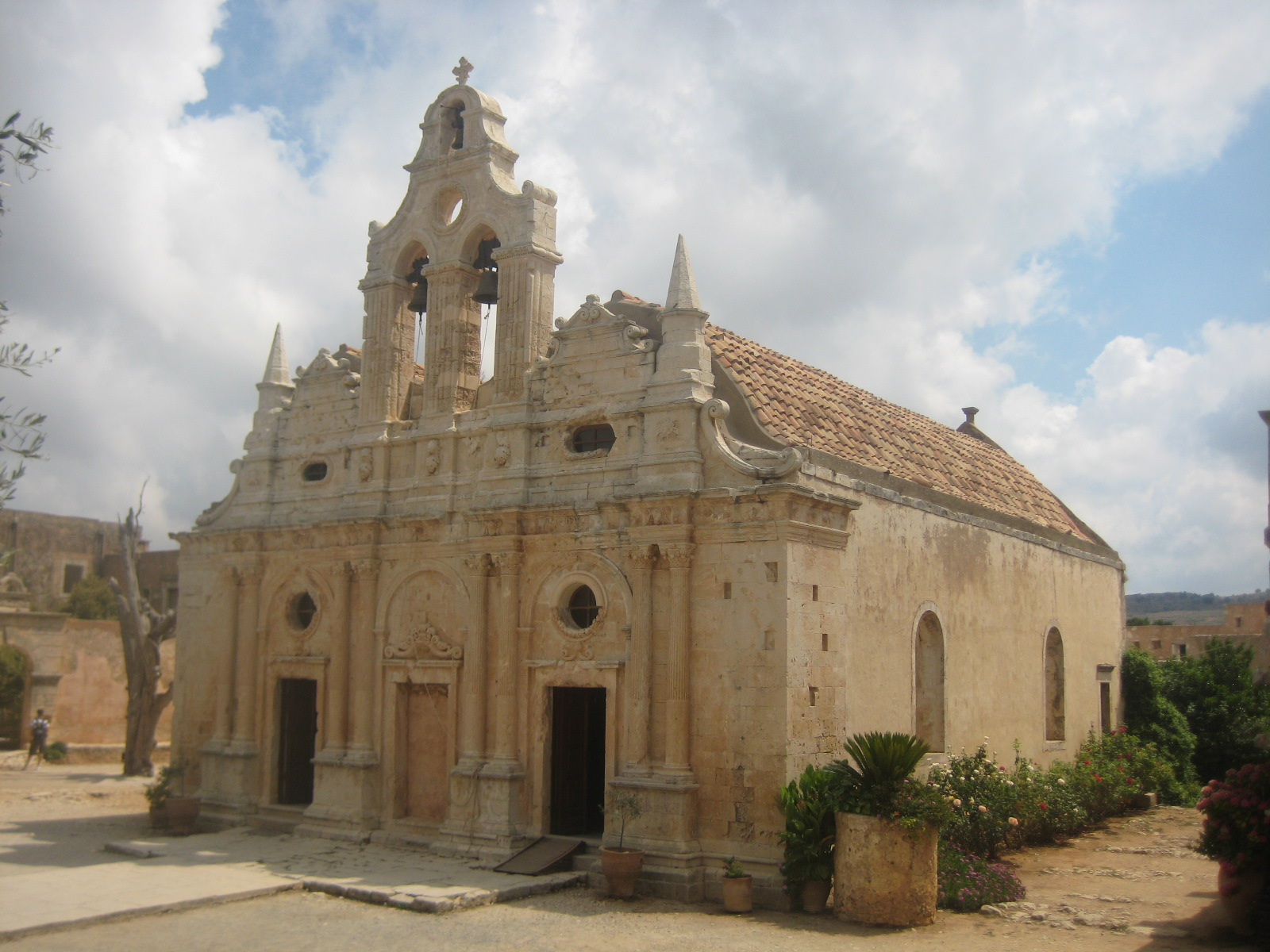

Az 1800-as években a sziget lakosai még mindig török uralom alatt sínylődtek. Egyre gyakoribbak lettek a lázadások az elnyomás ellen, ám a törökök ezeket mindig leverték. Ez végül odáig fajult, hogy a szultán hirtelen haragjában kötelezővé tette a muzulmán hitre való áttérést a krétaiaknak, továbbá 1866 tavaszán több helyi vezetőt és pátriárkát is bebörtönöztetett, akik a lakosság jogaiért kiálltak. A sziget lakói petíciót küldtek a szultánnak, aki azzal a fenyegetéssel válaszolt, hogy hadai el fogják pusztítani a kolostort és környékét egyaránt.
A krétaiak, a megbeszélt terv szerint, a kolostor puskaportárolójában rejtőztek el a törökök elől. Amikor mindenki bent volt, és az ellenség már dörömbölt az ajtón, az egyik krétai belelőtt egy puskaporos hordóba. Mintegy 800 krétai vesztette életét, köztük nagyon sok gyermek is. A mai lakosok erről a tettről ma nemzeti ünnepként emlékeznek meg. A puskaportárolón emléktábla hívja fel a figyelmet az 1866-ban életüket feláldozó hazafiakra:
„E kriptában meggyújtott láng egész Krétát megvilágította, Isten tüze volt, olyan tűzáldozat, amelyben a krétaiak a szabadságért haltak meg.”

## Turizmus
1870-ben, a robbantás után 4 évvel kezdték meg a kolostor restaurálását. Az udvar közepén álló templom ma is látogatható, azt mondják, Kréta egyik legszebb épülete. Bár sokszor kifosztották, feldúlták az évszázadok során, a szerzetesek mindig igyekezték óvni és az eredeti állapotában helyre állítani. A kolostorban múzeumot is létrehoztak, ami a turisták előtt feleleveníti az 1866-ban történteket. A puskaporos szoba eredeti állapotában ma is megtekinthető, a tragédia óta szinte változatlan formában fennmaradt. Az áldozatok emlékére a kolostorban örökmécsest gyújtottak, és egy festmény is hirdeti a lakosok önfeláldozását. Az udvaron egy kiszáradt ciprusfa álldogál, törzsében még mindig megtekinthető egy török lövedék.